# یاگو آسپاس
دهستان تاریخی آسپاس
یاگو آسپاس خونکال (اسپانیایی: Iago Aspas Juncal‎؛ زاده ۱ اوت ۱۹۸۷) بازیکن فوتبال اهل اسپانیا است که برای باشگاه فوتبال سلتاویگو بازی می‌کند.

## آمار ملی

### بازی‌های ملی
تا تاریخ ۲۸ مارس ۲۰۲۳
| اسپانیا | اسپانیا | اسپانیا | اسپانیا |
| سال     | بازی    | گل      | پاس گل  |
| ------- | ------- | ------- | ------- |
| ۲۰۱۶    | ۱       | ۱       | ۰       |
| ۲۰۱۷    | ۶       | ۲       | ۲       |
| ۲۰۱۸    | ۱۰      | ۳       | ۳       |
| ۲۰۱۹    | ۱       | ۰       | ۱       |
| ۲۰۲۳    | ۲       | ۰       | ۰       |
| مجموع   | ۲۰      | ۶       | ۶       |

### گل‌های ملی
| شماره | تاریخ          | میزبان      | بازی ملی | حریف        | نتیجه | رقابت                  |
| ----- | -------------- | ----------- | -------- | ----------- | ----- | ---------------------- |
| ۱     | ۱۵ نوامبر ۲۰۱۶ | لندن        | ۱        | انگلستان    | ۲–۲   | دوستانه                |
| ۲     | ۵ سپتامبر ۲۰۱۷ | فادوتس      | ۵        | لیختن‌اشتاین | ۸–۰   | مقدماتی جام جهانی ۲۰۱۸ |
| ۳     | ۵ سپتامبر ۲۰۱۷ | فادوتس      | ۵        | لیختن‌اشتاین | ۸–۰   | مقدماتی جام جهانی ۲۰۱۸ |
| ۴     | ۲۷ مارس ۲۰۱۸   | مادرید      | ۸        | آرژانتین    | ۶–۱   | دوستانه                |
| ۵     | ۹ ژوئن ۲۰۱۸    | کراسنودار   | ۱۰       | تونس        | ۱–۰   | دوستانه                |
| ۶     | ۲۵ ژوئن ۲۰۱۸   | کالینینگراد | ۱۲       | مراکش       | ۲–۲   | جام جهانی ۲۰۱۸ روسیه   |